# Piotr Rypson
Piotr Rypson (ur. 18 grudnia 1956 w Warszawie) – polski historyk sztuki, kurator, krytyk, literaturoznawca, publicysta. W 2018 pełnił obowiązki dyrektora Muzeum Narodowego w Warszawie. Laureat Nagrody Krytyki Artystycznej im. Jerzego Stajudy (2018).

## Życiorys
Studiował archeologię śródziemnomorską na Uniwersytecie Warszawskim. Od 1993 do 1999 roku udzielał gościnnych wykładów w Rhode Island School of Design w Providence, a także w Studium Muzealnym przy Instytucie Historii Sztuki Uniwersytetu Warszawskiego (w latach 1995–1998). W 2000 obronił pracę Poezja wizualna w Polsce od XVI do XVIII wieku na wydziale Polonistyki Uniwersytetu Warszawskiego uzyskując stopień doktora. Wykładał w Miami Ad School.
W latach 1993–1996 roku zajmował stanowisko Głównego Kuratora Zbiorów i Galerii w Centrum Sztuki Współczesnej Zamek Ujazdowski. W latach 1994–2005 był członkiem Rady Promocji Fundacja Kultury. W 1999 roku zasiadał w Radzie Sztuki przy Ministerstwie Kultury i Sztuki. Od 1999 do 2003 roku był wiceprzewodniczącym polskiej sekcji Międzynarodowego Stowarzyszenia Krytyków Sztuki AICA. Był członkiem jury nagrody „Paszport „Polityki””. Od 2001 roku jest przewodniczącym Rady Programowej Fundacji Galerii Foksal.

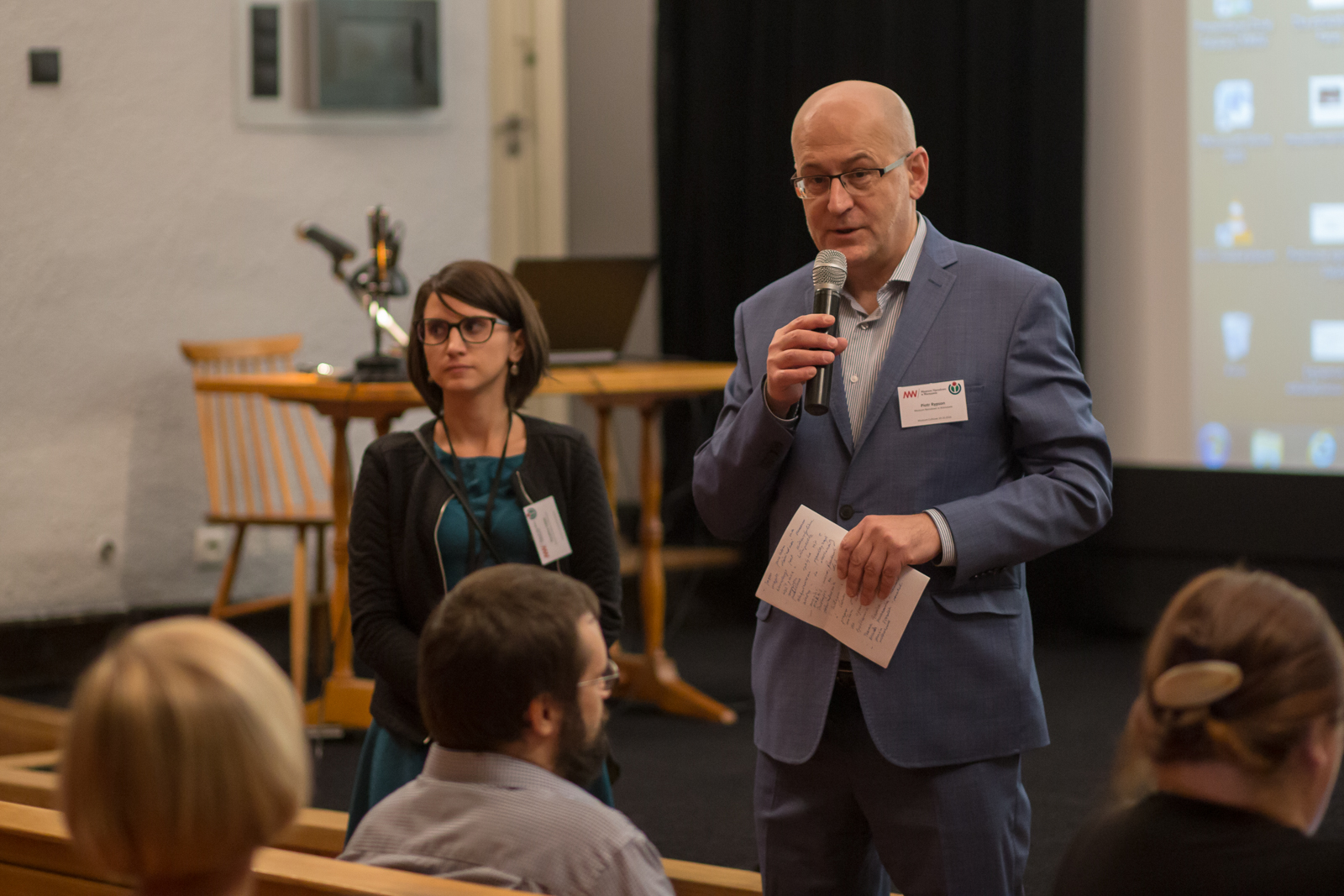
Piotr Rypson przemawia podczas konferencji Muzeum cyfrowe, 2016

W latach 1990–1994 był redaktorem naczelnym czasopisma „Obieg” poświęconego sztuce współczesnej. Swoje artykuły publikował także na łamach „Baroku”, „Polityki”, „Odry” czy „Magazynu Sztuki”. Autor książek o sztuce wizualnej XX i XXI wieku i jej twórcach.
Był kuratorem wystaw takich artystów, jak Zbigniew Libera, Magdalena Abakanowicz, Jarosław Modzelewski, Dick Higgins, Andrzej Dłużniewski, Maria Jarema, Stefan i Franciszka Themersonowie. Współorganizator wystawy „Dizajn dla wolności – wolność w dizajnie. Polskie projektowanie graficzne 1981–2011”, która odbyła się w Berlinie i Tokio w 2011 roku z okazji polskiej prezydencji w Unii Europejskiej.
Był zastępcą dyrektora Muzeum Narodowego w Warszawie, następnie od 28 czerwca do 30 listopada 2018 pełnił obowiązki dyrektora Muzeum Narodowego. 20 grudnia 2018 został zwolniony z pracy w muzeum przez Jerzego Miziołka w okresie ochronnym przed emeryturą bez podania przyczyny.
Od 2019 Piotr Rypson pełnił obowiązki przewodniczącego Polskiego Komitetu Narodowego Międzynarodowej Rady Muzeów. W styczniu 2024 objął stanowisko dyrektora Departamentu Dziedzictwa Kulturowego w Ministerstwie Kultury i Dziedzictwa Narodowego. Urząd ten odpowiada m.in. za muzea, politykę i instytucje pamięci, w tym zagłady oraz Międzynarodową Radę Oświęcimską.

## Publikacje
- 1989 – Obraz słowa. Historia poezji wizualnej
- 1995 – Krzysztof Wodiczko, sztuka publiczna
- 2000 – Książki i strony. Polska książka awangardowa i artystyczna XX wieku
- 2002 – Piramidy słońca, labirynty
- 2011 – Nie gęsi. Polskie projektowanie graficzne 1919–1949
- 2017 – Czerwony monter. Mieczysław Berman – grafik, który zaprojektował polski komunizm